# Canton de Belley
Pour les articles homonymes, voir Belley (homonymie).
Le canton de Belley est une circonscription électorale française située dans le département de l'Ain en région Auvergne-Rhône-Alpes.
À la suite du redécoupage cantonal de 2014, les limites territoriales du canton sont remaniées. Le nombre de communes du canton passe de 24 à 37. En 2016, ce nombre passe à 35 puis à 34 en 2017.

## Géographie
Ce canton est organisé autour de Belley dans l'arrondissement de Belley. Son altitude varie de 203 m (Brégnier-Cordon) à 1 020 m (Conzieu) pour une altitude moyenne de 286 m.

## Histoire
Le canton de Belley a été créé en 1801.
Un nouveau découpage territorial de l'Ain (département) entre en vigueur à l'occasion des élections départementales de mars 2015, défini par le décret du 13 février 2014, en application des lois du 17 mai 2013 (loi organique 2013-402 et loi 2013-403). Les conseillers départementaux sont, à compter de ces élections, élus au scrutin majoritaire binominal mixte. Les électeurs de chaque canton élisent au Conseil départemental, nouvelle appellation du Conseil général, deux membres de sexe différent, qui se présentent en binôme de candidats. Les conseillers départementaux sont élus pour six ans au scrutin binominal majoritaire à deux tours, l'accès au second tour nécessitant 12,5 % des inscrits au premier tour. En outre la totalité des conseillers départementaux est renouvelée. Ce nouveau mode de scrutin nécessite un redécoupage des cantons dont le nombre est divisé par deux avec arrondi à l'unité impaire supérieure si ce nombre n'est pas entier impair, assorti de conditions de seuils minimaux. Dans l'Ain, le nombre de cantons passe ainsi de 43 à 23. Le nombre de communes du canton de Belley passe de 24 à 37.
Le nouveau canton de Belley est formé de communes des anciens cantons de Belley (24 communes), de Virieu-le-Grand (12 communes) et de Lhuis (1 commune). Le canton est entièrement inclus dans l'arrondissement de Belley. Le bureau centralisateur est situé à Belley.

## Représentation

### Conseillers départementaux depuis 2015
| Période élective | Période élective | Mandat | Mandat   | Identité        | Nuance | Nuance | Qualité                                                            |
| ---------------- | ---------------- | ------ | -------- | --------------- | ------ | ------ | ------------------------------------------------------------------ |
| 2015             | 2021             | 2015   | 2021     | Jean-Yves Hédon |        | LR     | Préparateur en pharmacie Conseiller municipal de Belley            |
| 2015             | 2021             | 2015   | 2021     | Carène Tardy    |        | LR     | Chef d'entreprise, Nattages                                        |
| 2021             | 2028             | 2021   | en cours | Aurélie Borel   |        | LR     | Infirmière libérale, conseillère municipale de Peyrieu depuis 2020 |
| 2021             | 2028             | 2021   | en cours | Jean-Yves Hédon |        | LR     | Conseiller sortant                                                 |

#### Élections de mars 2015
À l'issue du premier tour des élections départementales de 2015, trois binômes sont en ballotage : Jean-Yves Hedon et Carène Tardy (Union de la Droite, 33,99 %), Jean-Marc Fognini et Pascale Guillon (Union de la Gauche, 31,09 %) et Patrick Marié et Jocelyne Mayet (FN, 26,94 %). Le taux de participation est de 56,8 % (9 581 votants sur 16 868 inscrits) contre 48,99 % au niveau départemental et 50,17 % au niveau national.
Au second tour, Jean-Yves Hedon et Carène Tardy (Union de la Droite) sont élus avec 40,82 % des suffrages exprimés et un taux de participation de 60,3 % (4 018 voix pour 10 172 votants et 16 868 inscrits).

#### Élections de juin 2021
Le premier tour des élections départementales de 2021 est marqué par un très faible taux de participation (33,26 % au niveau national). Dans le canton de Belley, ce taux de participation est de 35,28 % (6 370 votants sur 18 058 inscrits) contre 31,48 % au niveau départemental. À l'issue de ce premier tour, deux binômes sont en ballotage : Aurélie Borel et Jean-Yves Hedon (Union à droite, 50,08 %) et Pascale Guillon et Alain Pasqualin (Union à gauche avec des écologistes, 31,4 %).
Le second tour des élections est marqué une nouvelle fois par une abstention massive équivalente au premier tour. Les taux de participation sont de 34,3 % au niveau national, 31,83 % dans le département et 34,68 % dans le canton de Belley. Aurélie Borel et Jean-Yves Hedon (Union à droite) sont élus avec 64,35 % des suffrages exprimés (3 792 voix pour 6 264 votants et 18 063 inscrits),.

### Période antérieure à 2015

#### Conseillers généraux de 1833 à 2015
Les conseillers généraux qui se sont succédé sont :
| Période         | Période          | Identité                                                          | Étiquette            | Qualité |
| --------------- | ---------------- | ----------------------------------------------------------------- | -------------------- | --- |
| 1833            | 1836             | Aristide Tendret                                                  | Droite               | Avocat, maire de Belley, député (1848-1849 et 1871)                                                          |
| 1836            | 1845             | Marin Sibuet (1776-1847)                                          |                      | Fonctionnaire de l'Enregistrement et des Domaines Maire de Belley (1835-1847)                                |
| 1845            | 1848             | Jean Magloire Anthelme Jordan (1788-1862)                         |                      | Président du Tribunal civil de Belley Ancien conseiller général du Canton de Lhuis (1833-1842)               |
| 1848            | 1856             | Anthelme dit Roselli Mollet                                       | Démocrate Socialiste | Avocat à Belley, Représentant du Peuple (1849-1851) Ancien conseiller général du Canton de Lhuis (1842-1848) |
| 1856            | 1868 (décès)     | Anthelme dit "Francisque" Cyvoct (1802-1868, fils d'André Cyvoct) |                      | Médecin à Belley                                                                                             |
| 1868            | 1879 (décès)     | Fernand Cyvoct (1840-1879, fils du précédent)                     | Bonapartiste         | Médecin à Belley                                                                                             |
| 1879            | 1889             | Frédéric Brillat-Savarin (Frédéric Brillat des Terreaux)          |                      | Médecin |
| 1889            | 1894 (décès)     | Emile-Gabriel Lépaulle                                            |                      | Propriétaire à Chazey-Bons                                                                                   |
| 1895            | 1907             | Léon Bourcelin                                                    | Rad.                 | Juge d'instruction à Nantua                                                                                  |
| 1907            | 1925             | Eugène Héritier                                                   | Rad.                 | Médecin à Belley Député (1909-1914)                                                                          |
| 1925            | 1938 (décès)     | Marius Carpin                                                     | Rad.                 | Propriétaire Maire de Cressin-Rochefort, conseiller d'arrondissement                                         |
| 1938            | 1940             | Joseph-Eugène Candy                                               | Rad.                 | Charron Maire de Murs-et-Gélignieux                                                                          |
|                 |                  |                                                                   |                      | |
| 1942            | 1943             | Frédéric Genevrey (1895-1956)                                     |                      | Horticulteur Conseiller municipal de Belley Nommé conseiller départemental en 1942                           |
| 1943            | 1945             | Jean Balleidier (1890-1960)                                       |                      | Officier d'artillerie Maire de Saint-Germain-les-Paroisses Nommé conseiller départemental en 1943            |
|                 |                  |                                                                   |                      | |
| 1945            | 1947 (décès)     | Jean Albertini                                                    | PCF                  | Avocat. Maire de Belley (1944-47)                                                                            |
| 25 janvier 1948 | 1973             | Auguste-François Billiemaz                                        | Rad. puis MRG        | Industriel                                                                                                   |
| 1973            | 1979             | Yves Delpon (1932-2012)                                           | RI puis UDF          | Docteur vétérinaire à Belley                                                                                 |
| 1979            | 1985             | Jean Chabert                                                      | PS                   | Chirurgien-dentiste, conseiller municipal de Belley                                                          |
| 1985            | 1988 (démission) | Charles Millon                                                    | UDF-PR               | Conseil juridique et fiscal Député (1978-1995) Maire de Belley (1977-2001)                                   |
| 1988            | 1992             | Pierre Carroz                                                     | PS                   | Médecin à Belley                                                                                             |
| 1992            | 1998             | Jean-Claude Travers                                               | RPR                  | Médecin à Belley                                                                                             |
| 1998            | 2004             | Pierre Carroz                                                     | DVG                  | Médecin à Belley                                                                                             |
| 2004            | 2011             | Jean-Claude Travers                                               | UMP                  | Maire de Belley (2001-2008)                                                                                  |
| 2011            | 2015             | Jean-Marc Fognini                                                 | PS                   | Ancien directeur de l'Office départemental de tourisme Maire de Belley (2008-2014)                           |

#### Conseillers d'arrondissement (de 1833 à 1940)
| Période                                  | Période           | Identité                           | Étiquette                          | Qualité |
| ---------------------------------------- | ----------------- | ---------------------------------- | ---------------------------------- | --- |
| 1833                                     | 1839              | André Cyvoct père (1776-1857)      |                                    | Médecin à Belley |
| 1839                                     | 1848              | Aristide Tendret                   |                                    | Avocat, maire de Belley, député (1848-1849 et 1871), ancien conseiller général                                          |
| 1848                                     | 1856              | Francisque Cyvoct                  |                                    | Médecin à Belley |
| 1856                                     | Août 1863 (décès) | Benoit-Anthelme Borot (1799-1863)  |                                    | Docteur en médecine, maire de Belley                                                                                    |
| 20 déc. 1863                             | 1871              | Eugène Gouvet (1810-1889)          | Candidat du Gouvernement (en 1863) | Maire de Belley |
| 1871                                     | 1877              | M. Virignin                        |                                    | Notaire à Belley |
| 1877                                     | 1889              | Antide Brun (1822-1913)            |                                    | Propriétaire à Magnieu                                                                                                  |
| 1889                                     | 1893 (décès)      | François Bourcelin (1824-1893)     | Républicain                        | Avoué à Belley |
| 1893                                     | 1895 (décès)      | Claude Antoine Mocquin (1842-1895) |                                    | Docteur en médecine à Belley                                                                                            |
| Août 1895                                | 1898              | Joseph Vulliod                     | Républicain                        | Propriétaire du domaine du Coquier à Belley                                                                             |
| 1898                                     | 1910              | Francisque Dantin                  | Républicain Radical                | Propriétaire à Belley                                                                                                   |
| 1910                                     | 1922              | Anthelme Gonguet (1846-1924)       |                                    | Professeur d'enseignement spécial au collège de Nantua puis agent voyer, Président du conseil d'arrondissement (1913-?) |
| 1922                                     | 1925              | Marius Carpin                      | Radical                            | Propriétaire, maire de Cressin-Rochefort                                                                                |
| 1925                                     | 1940              | Anthelme Rey-Julliand              | Radical                            | Maire de Massignieu-de-Rives                                                                                            |
| 1940                                     |                   |                                    |                                    | Les conseils d'arrondissement ont été suspendus par la loi du 12 octobre 1940 et n'ont jamais été réactivés             |
| Les données manquantes sont à compléter. |                   |                                    |                                    | |

Source : Journal Le Courrier de l'Ain sur le site des archives départementales.

## Composition

Localisation du canton dans l'Ain avant 2015.

### Composition avant 2015
Le canton de Belley regroupait vingt-quatre communes.
| Nom                         | Code Insee | Codepostal  | Superficie (km2) | Population (dernière pop. légale) | Densité (hab./km2) |
| --------------------------- | ---------- | ----------- | ---------------- | --------------------------------- | ------------------ |
| Belley (chef-lieu)          | 01034      | 01300       | 22,42            | 8 870 (2012)                      | 396                |
| Ambléon                     | 01006      | 01300       | 5,88             | 110 (2012)                        | 19                 |
| Andert-et-Condon            | 01009      | 01300       | 6,94             | 338 (2012)                        | 49                 |
| Arbignieu                   | 01015      | 01300       | 13,07            | 489 (2012)                        | 37                 |
| Brégnier-Cordon             | 01058      | 01300       | 11,00            | 889 (2012)                        | 81                 |
| Brens                       | 01061      | 01300       | 6,90             | 1 215 (2012)                      | 176                |
| Chazey-Bons                 | 01098      | 01300 01510 | 15,44            | 803 (2012)                        | 52                 |
| Colomieu                    | 01110      | 01300       | 5,96             | 118 (2012)                        | 20                 |
| Conzieu                     | 01117      | 01300       | 7,20             | 145 (2012)                        | 20                 |
| Cressin-Rochefort           | 01133      | 01350       | 7,93             | 375 (2012)                        | 47                 |
| Izieu                       | 01193      | 01300       | 7,67             | 211 (2012)                        | 28                 |
| Lavours                     | 01208      | 01350       | 6,30             | 152 (2012)                        | 24                 |
| Magnieu                     | 01227      | 01300       | 11,37            | 428 (2012)                        | 38                 |
| Massignieu-de-Rives         | 01239      | 01300       | 9,52             | 628 (2012)                        | 66                 |
| Murs-et-Gélignieux          | 01268      | 01300       | 6,46             | 248 (2012)                        | 38                 |
| Nattages                    | 01271      | 01300       | 10,33            | 571 (2012)                        | 55                 |
| Parves                      | 01286      | 01300       | 5,53             | 369 (2012)                        | 67                 |
| Peyrieu                     | 01294      | 01300       | 14,13            | 831 (2012)                        | 59                 |
| Pollieu                     | 01302      | 01350       | 3,71             | 157 (2012)                        | 42                 |
| Prémeyzel                   | 01310      | 01300       | 7,63             | 222 (2012)                        | 29                 |
| Saint-Bois                  | 01340      | 01300       | 9,42             | 132 (2012)                        | 14                 |
| Saint-Champ                 | 01341      | 01300       | 5,14             | 150 (2012)                        | 29                 |
| Saint-Germain-les-Paroisses | 01358      | 01300       | 16,27            | 408 (2012)                        | 25                 |
| Virignin                    | 01454      | 01300       | 7,88             | 939 (2012)                        | 119                |

### Composition à partir de 2015
Le nouveau canton de Belley comprend trente-sept communes entières en 2015 puis passe à trente-cinq en 2016 à la suite du regroupement des communes d'Arbignieu et de Saint-Bois sous le nom d'Arboys en Bugey ainsi celui de Parves et de Nattages sous le nom de Parves et Nattages. En 2017, avec l'intégration de Pugieu dans Chazey-Bons, le canton passe à trente-quatre. En 2019, avec l'intégration de Saint-Champ dans Magnieu, le canton passe à trente-trois. À la suite du décret du 5 mars 2020, la commune de Groslée-Saint-Benoit est entièrement rattachée au canton.
| Nom                            | Code Insee | Intercommunalité | Superficie (km2) | Population (dernière pop. légale) | Densité (hab./km2) | Modifier                                    |
| ------------------------------ | ---------- | ---------------- | ---------------- | --------------------------------- | ------------------ | ------------------------------------------- |
| Belley (bureau centralisateur) | 01034      | CC Bugey Sud     | 22,42            | 9 270 (2022)                      | 413                | modifier les données · modifier les données |
| Ambléon                        | 01006      | CC Bugey Sud     | 5,88             | 114 (2022)                        | 19                 | modifier les données · modifier les données |
| Andert-et-Condon               | 01009      | CC Bugey Sud     | 6,94             | 335 (2022)                        | 48                 | modifier les données · modifier les données |
| Arboys en Bugey                | 01015      | CC Bugey Sud     | 22,49            | 688 (2022)                        | 31                 | modifier les données · modifier les données |
| Brégnier-Cordon                | 01058      | CC Bugey Sud     | 11,00            | 812 (2022)                        | 74                 | modifier les données · modifier les données |
| Brens                          | 01061      | CC Bugey Sud     | 6,90             | 1 117 (2022)                      | 162                | modifier les données · modifier les données |
| La Burbanche                   | 01066      | CC Bugey Sud     | 10,82            | 97 (2022)                         | 9,0                | modifier les données · modifier les données |
| Ceyzérieu                      | 01073      | CC Bugey Sud     | 19,72            | 1 028 (2022)                      | 52                 | modifier les données · modifier les données |
| Chazey-Bons                    | 01098      | CC Bugey Sud     | 15,44            | 1 165 (2022)                      | 75                 | modifier les données · modifier les données |
| Cheignieu-la-Balme             | 01100      | CC Bugey Sud     | 6,26             | 130 (2022)                        | 21                 | modifier les données · modifier les données |
| Colomieu                       | 01110      | CC Bugey Sud     | 5,96             | 164 (2022)                        | 28                 | modifier les données · modifier les données |
| Contrevoz                      | 01116      | CC Bugey Sud     | 14,18            | 489 (2022)                        | 34                 | modifier les données · modifier les données |
| Conzieu                        | 01117      | CC Bugey Sud     | 7,20             | 148 (2022)                        | 21                 | modifier les données · modifier les données |
| Cressin-Rochefort              | 01133      | CC Bugey Sud     | 7,93             | 384 (2022)                        | 48                 | modifier les données · modifier les données |
| Cuzieu                         | 01141      | CC Bugey Sud     | 4,87             | 423 (2022)                        | 87                 | modifier les données · modifier les données |
| Flaxieu                        | 01162      | CC Bugey Sud     | 2,79             | 64 (2022)                         | 23                 | modifier les données · modifier les données |
| Groslée-Saint-Benoit           | 01338      | CC Bugey Sud     | 28,92            | 1 232 (2022)                      | 43                 | modifier les données · modifier les données |
| Izieu                          | 01193      | CC Bugey Sud     | 7,67             | 223 (2022)                        | 29                 | modifier les données · modifier les données |
| Lavours                        | 01208      | CC Bugey Sud     | 6,30             | 138 (2022)                        | 22                 | modifier les données · modifier les données |
| Magnieu                        | 01227      | CC Bugey Sud     | 11,37            | 651 (2022)                        | 57                 | modifier les données · modifier les données |
| Marignieu                      | 01234      | CC Bugey Sud     | 3,55             | 164 (2022)                        | 46                 | modifier les données · modifier les données |
| Massignieu-de-Rives            | 01239      | CC Bugey Sud     | 9,52             | 653 (2022)                        | 69                 | modifier les données · modifier les données |
| Murs-et-Gélignieux             | 01268      | CC Bugey Sud     | 6,46             | 239 (2022)                        | 37                 | modifier les données · modifier les données |
| Parves et Nattages             | 01286      | CC Bugey Sud     | 15,86            | 943 (2022)                        | 59                 | modifier les données · modifier les données |
| Peyrieu                        | 01294      | CC Bugey Sud     | 14,13            | 918 (2022)                        | 65                 | modifier les données · modifier les données |
| Pollieu                        | 01302      | CC Bugey Sud     | 3,71             | 167 (2022)                        | 45                 | modifier les données · modifier les données |
| Prémeyzel                      | 01310      | CC Bugey Sud     | 7,63             | 245 (2022)                        | 32                 | modifier les données · modifier les données |
| Rossillon                      | 01329      | CC Bugey Sud     | 8,07             | 164 (2022)                        | 20                 | modifier les données · modifier les données |
| Saint-Germain-les-Paroisses    | 01358      | CC Bugey Sud     | 16,27            | 423 (2022)                        | 26                 | modifier les données · modifier les données |
| Saint-Martin-de-Bavel          | 01372      | CC Bugey Sud     | 8,50             | 431 (2022)                        | 51                 | modifier les données · modifier les données |
| Virieu-le-Grand                | 01452      | CC Bugey Sud     | 12,55            | 1 110 (2022)                      | 88                 | modifier les données · modifier les données |
| Virignin                       | 01454      | CC Bugey Sud     | 7,88             | 1 122 (2022)                      | 142                | modifier les données · modifier les données |
| Vongnes                        | 01456      | CC Bugey Sud     | 2,05             | 71 (2022)                         | 35                 | modifier les données · modifier les données |
| Canton de Belley               | 0104       |                  | 341,24           | 25 322 (2022)                     | 74                 | modifier les données                        |

## Démographie

### Démographie avant 2015
| 1962   | 1968   | 1975   | 1982   | 1990   | 1999   | 2006   | 2011   | 2012   |
| ------ | ------ | ------ | ------ | ------ | ------ | ------ | ------ | ------ |
| 11 542 | 12 497 | 13 045 | 14 165 | 14 512 | 15 488 | 17 048 | 18 505 | 18 798 |

### Démographie depuis 2015
En 2022, le canton comptait 25 322 habitants, en évolution de +3,19 % par rapport à 2016 (Ain : +5,15 %, France hors Mayotte : +2,11 %).
| 2013   | 2018   | 2022   |
| ------ | ------ | ------ |
| 24 055 | 24 679 | 25 322 |